# Dendropanax compactus
Dendropanax compactus là một loài thực vật có hoa trong Họ Cuồng cuồng. Loài này được Lundell mô tả khoa học đầu tiên năm 1975.